# Поэтическая вольность
Поэтическая вольность (лат. licentia poetica) — право поэта в целях большей художественности «нарушать» как нормы общепринятого литературного языка, так и канонические формы развёртывания сюжета.
К поэтической вольности относятся, например: перенос ударения для сохранения ритма; изменение рода существительного; изменение реального исторического факта (смерть Жанны д’Арк на поле брани у Шиллера); изменение реального естественно-научного факта («львица с косматой гривой» у Лермонтова); нарушение трёх единств (у Корнеля) и т. п.
Учение о поэтической вольности, являющееся одним из важных элементов старой нормативной поэтики, возникает в результате неисторического подхода к произведениям с меркой чуждых им норм другой эпохи. Отсюда — неправильное истолкование архаизмов, то есть забытых после написания стихов форм языка (примерами чего для современного читателя были бы «рубёж» у Грибоедова, «вари́т» у Пушкина, «облак» у Тютчева), и сюжетосложения как намеренных отступлений поэта от известных ему правил (особенно характерны в этом отношении толкования античных классиков). В дальнейшем учение о поэтической вольности порождает намеренное отклонение поэта от языковых и сюжетных норм («всходит месяц обнаженный при лазоревой луне» — Брюсов) и т. д.